# Jean-Marc Ithier
Jean-Marc Ithier (Rodrigues, 15 luglio 1965) è un ex calciatore mauriziano, di ruolo attaccante.

## Carriera

### Giocatore

#### Club
Gioca per undici anni, dal 1988 al 1999, al Sunrise. Nel 1999 si trasferisce al Santos Cape Town, in cui milita fino al 2005. Nel 2005 si ritira.

#### Nazionale
Debutta in Nazionale nel 1993. Gioca con la Nazionale fino al 2003.

### Allenatore
Nel 2007 diventa allenatore del Santos Cape Town. Il 10 dicembre 2007 lascia il posto, diventando vice-allenatore. Rimane vice-allenatore della squadra fino al 2011.